# Louis Farrakhan
Louis Farrakhan, né Louis Eugene Walcott le 11 mai 1933 dans le Bronx à New York, est un chef religieux américain suprémaciste noir, dirigeant de l'organisation politique et religieuse afro-américaine Nation of Islam depuis 1981. Il a organisé la Million Man March de Washington en 1995.

## Enfance
Louis Farrakhan est né Louis Eugene Walcott le 11 mai 1933 dans le Bronx, à New York, et a grandi au sein de la communauté antillaise du quartier Roxbury de Boston, dans le Massachusetts. Il est issu d'une famille épiscopalienne. 
Sa mère, Sarah Mae Manning, a émigré de Saint-Christophe-et-Niévès dans les années 1920 ; son père, Percival Clark, originaire de Kingston en Jamaïque et chauffeur de taxi à New York, ne s'est pas investi dans l'éducation de son fils. Farrakhan n’a jamais rencontré son père biologique, « un Jamaïcain métis à la peau très claire, aux cheveux raides et aux origines probablement juives séfarades et européennes », selon ses déclarations dans une entrevue accordée à l’historien Henry Louis Gates Jr. en 1996 et également la même année au journaliste Mike Wallace,. Il est reconnu par son beau-père Louis Walcott, originaire de la Barbade, dont il prend le nom.
En janvier 2016, dans une entrevue accordée à l'animateur de radio et complotiste d’extrême droite Alex Jones, Louis Farrakhan révèle que sa naissance n'était pas désirée et que sa mère avait tenté de faire un avortement avec les moyens rudimentaires qui étaient disponibles dans les années 1930.
Il reçoit une formation de violoniste. À l'âge de 6 ans, il possède déjà son premier violon, et à l'âge de 13 ans, il joue dans l'orchestre de l'université de Boston et au Boston Civic Symphony. Un an plus tard, il remporte des concours nationaux, ainsi qu'un concours télévisé, Original Amateur Hour, présenté par l'animateur Ted Mack, une émission précurseur des futurs American Idol aux États-Unis. Il est d'ailleurs l'un des premiers Noirs à apparaître dans cette émission populaire.
À Boston, Louis Walcott passe sa scolarité dans les prestigieuses Boston Latin School et English High School, dont il sera diplômé. Il poursuit durant deux ans ses études à l'université, mais abandonne pour poursuivre une carrière d'artiste.

## Conversion
Dans les années 1950, Walcott enregistre plusieurs albums de calypso sous le nom de The Charmer et Calypso Gene. C'est durant un séjour à Montréal (Québec, Canada) qu'il prend son surnom d'artiste, The Charmer.
C'est en 1955, alors qu'il donne un spectacle intitulé Calypso Follies à Chicago, qu'il prend ses premiers contacts avec la Nation of Islam (NOI), une organisation religieuse et nationaliste noire américaine.
Louis Walcott se convertit à l'Islam, en 1955, alors qu'il est âgé de 22 ans, sous l'influence de Malcolm X, et prend le nom de Louis X (le « X » signifiant que le nom originel — africain — du nouveau converti est inconnu à cause de l'esclavage). Après l'édiction par Elijah Muhammad, chef de la NOI, d'une règle interdisant la musique, il en abandonne la pratique. Elijah Muhammad lui donne alors son nom de Louis Farrakhan[réf. souhaitée].
En 1964, Malcolm X se convertit à l'islam sunnite, et quitte NOI. Farrakhan se livre alors à de violentes attaques contre lui au nom de l'organisation. La tension entre Malik El-Shabazz (nouveau nom de Malcolm X) et Nation of Islam ne cesse de croître. Le 14 février 1965, sa maison est incendiée, et il est assassiné de dix-huit balles le 21 février 1965. Deux mois auparavant, Louis Farrakhan avait écrit « un tel homme mérite la mort » (such a man is worthy of death).
Trois membres de NOI sont reconnus coupables de ce meurtre en 1966 : Norman 3X Butler, Thomas 15X Johnson et Talmadge Hayer. L’organisation nie toute participation à l’assassinat. « Betty Shabazz, l'épouse de Malcolm X, accuse publiquement Farrakhan d'un rôle dans le meurtre ». « J'ai pu être complice en mots », a-t-il admis au début de 2007, tout en niant la moindre implication directe de l'organisation.
La NOI avance l'hypothèse selon laquelle la CIA a eu connaissance du projet d’assassinat et l’a couvert, voire aidé.

## Scission

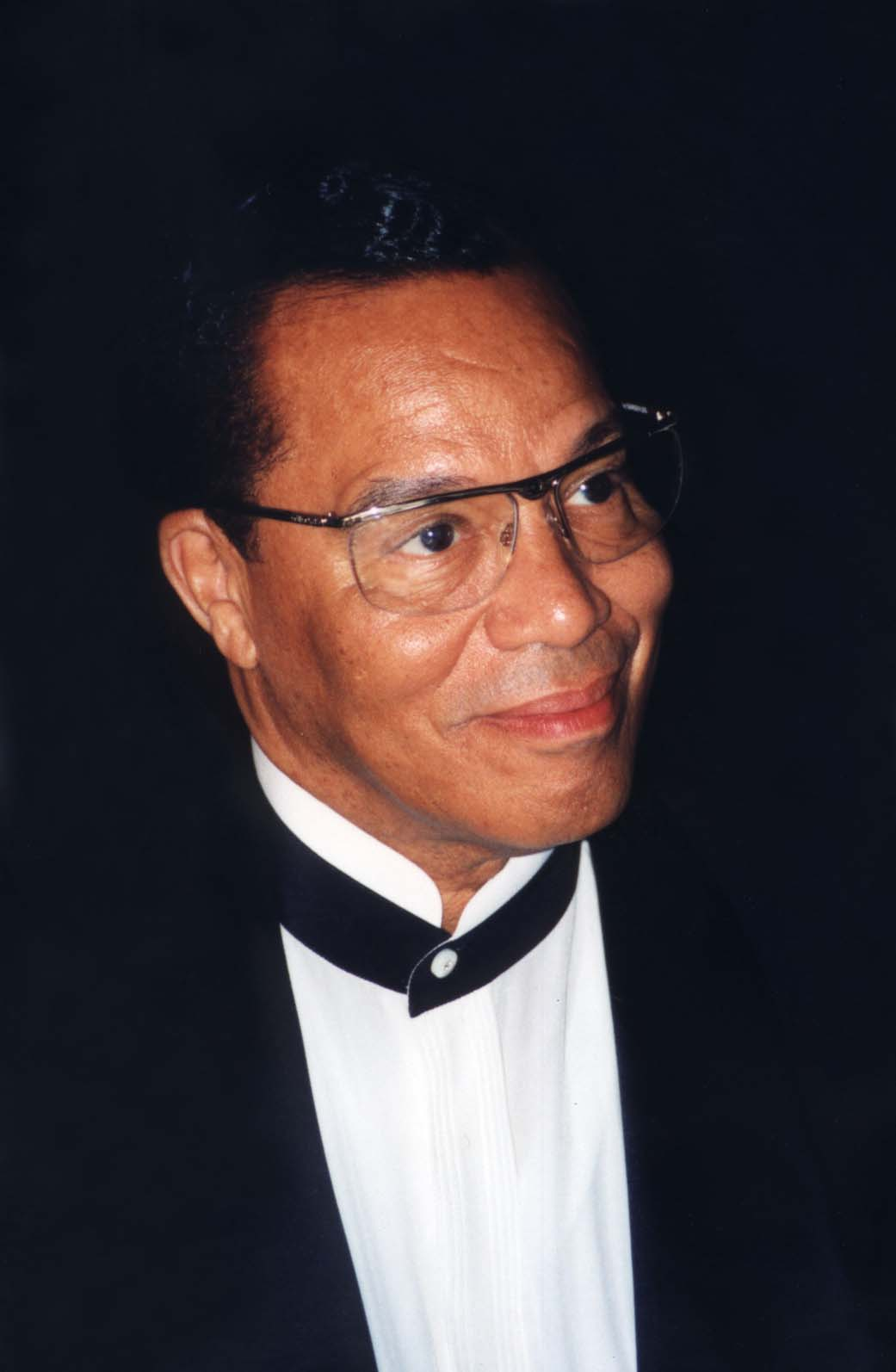
Louis Farrakhan en 1997.

Après la mort d'Elijah Muhammad en 1975, la NOI prend un virage religieux important en se rapprochant du sunnisme et en abandonnant son nom historique. En 1978, des membres de la NOI, dirigé par Louis Farrakhan, se réorganisent autour des enseignements d'Elijah Muhammad. En 1981, Louis Farrakhan proclame officiellement la restauration de la NOI, et la fidélité aux dogmes d'Elijah Muhammad. La « nouvelle » NOI s'affirme comme la légitime continuatrice de l'organisation créée par Elijah Muhammad, tant sur le plan religieux que sur le plan du nationalisme afro-américain.

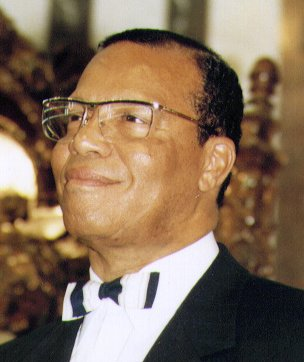
Louis Farrakhan à une date inconnue.

Chef de la nouvelle NOI, Louis Farrakhan développe celle-ci et lui donne son orientation actuelle, proche de ce qu’elle avait sous Elijah Muhammad. 
Il prête une attention particulière à l'Afrique, et y effectue plusieurs voyages. En 1986, par exemple, il organise un voyage de cinq jours au Nigeria, provoquant des réactions négatives dans ce pays.
En mai 1993, Farrakhan se rend à Libreville, au Gabon, pour participer au second sommet africain - afro-américain. En octobre 1994, il emmène 2 000 Afro-Américains vers Accra, au Ghana, pour le premier international Saviour's Day de Nation of Islam (journée internationale du sauveur), fête en mémoire de Wallace Fard Muhammad. Le président ghanéen Jerry Rawlings ouvre et clôture les cinq jours de congrès.
Parmi de nombreux autres déplacements, on peut aussi citer la participation du dirigeant de la NOI (dans l'assistance) à la cérémonie inaugurale de l'Union africaine de 2002. Le journal de la NOI met en valeur ses rencontres avec « le Secrétaire général des Nations unies, Kofi Annan ; le ministre d'État Amara Essy de Côte d'Ivoire, Secrétaire général de l'Union africaine ; et le Secrétaire général de la Communauté économique des États d'Afrique de l'Ouest ».
En 1996, Farrakhan se rend en Libye, à l'époque cible des sanctions des Nations unies, pour recevoir le prix Kadhafi des droits de l'homme, assorti d'une somme de 250 000 dollars.Depuis, il a été souvent reproché à la NOI d'être financée par la Libye.[réf. nécessaire]

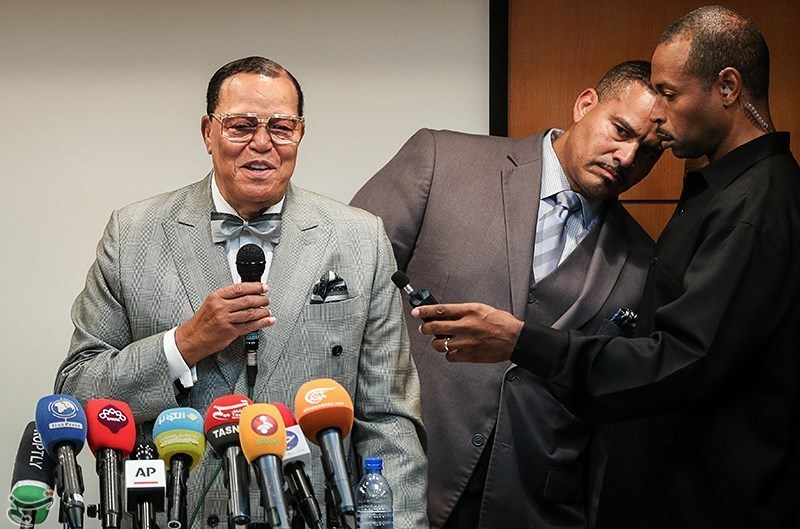
Louis Farrakhan en Iran en 2018.

Ces voyages renforcent la visibilité médiatique de la NOI et réaffirment les liens entre l'Afrique et « les fils et les filles de l'Afrique aux États-Unis, dans les Caraïbes, en Amérique centrale et du Sud, ainsi qu'au Canada ».
Louis Farrakhan s'est exprimé en faveur de la création d'un État ethnique pour les Noirs. Il est régulièrement classé à l'extrême droite,.
En 2019, Farrakhan déclare qu'il est le messie et la seconde venue de Jésus-Christ : « Je suis le messie. Je représente Jésus et je suis Jésus ».

## Polémiques

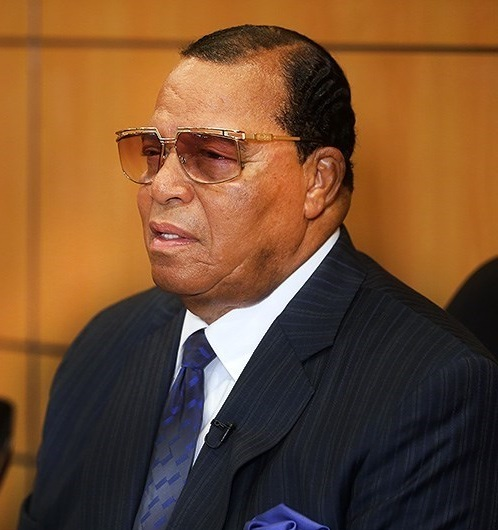
Louis Farrakhan en 2016.

- Louis Farrakhan est accusé de sexisme, d'homophobie ainsi que de transphobie et de racisme et il est ouvertement antisémite[20].
- Le 11 mars 1984, Louis Farrakhan fait l'éloge d'Adolf Hitler durant un discours radiophonique : « J'ai donc dit aux membres de la presse : « Pourquoi n'allez-vous pas examiner ce que nous disons au sujet des menaces contre la vie du révérend Jackson? » Ici, les Juifs n'aiment pas Farrakhan et c'est pour cela qu'ils m'appellent « Hitler ». Eh bien, c'est un bon nom. Hitler était un très grand homme. Il n'était pas formidable pour moi en tant qu'homme noir, mais c'était un grand Allemand et il a fait renaître l'Allemagne des cendres de sa défaite face aux forces unies de toute l'Europe et de l'Amérique après la Première Guerre mondiale. Pourtant, Hitler a fait renaître l'Allemagne de ses cendres, l'a relevée et en a fait la plus grande machine de combat du XXe siècle, frères et sœurs, et même si l'Europe et l'Amérique avaient déchiffré le code qu'Hitler utilisait pour parler à ses chefs d'état-major, ils avaient encore du mal à vaincre Hitler même après avoir connu ses plans à l'avance. Je ne suis pas fier de la méchanceté d'Hitler envers le peuple juif, mais c'est une question de notoriété publique. Il a fait sortir l’Allemagne de rien. Eh bien, dans un sens, vous pourriez dire qu'il y a une similitude dans le fait que nous relevons notre peuple à partir de rien, mais (s'adressant maintenant aux Blancs) ne me comparez pas à vos méchants tueurs. »[21],[22].
- En août 2015, durant un discours à Milwaukee, Louis Farrakhan exprime son souhait que tous les Blancs puissent mourir : « Les Blancs méritent de mourir, et ils le savent, alors ils pensent que c'est nous qui venons le faire. »[23].
- Surnommé le « Hitler Noir »[24], Farrakhan a traité les Blancs de « diables aux yeux bleus », Hitler de « très grand homme » et les Juifs de « sangsues »[25]  ; il se voit reprocher ainsi qu'à son organisation[26] une vision complotiste et stigmatisatrice des Juifs, rendus responsables de l'esclavage et de la traite des Noirs (l'historien Saul S. Friedman montre qu'à l'exception du Brésil et des Caraïbes, leur participation à cette traite s'avère très faible[27] et le professeur émérite David Brion Davis estime la « place très marginale des Juifs dans l'histoire du système ⟨esclavagiste⟩ global »[28]). En 1961 et 1962, la NOI invite George Lincoln Rockwell, le leader du Parti nazi américain (American Nazi Party) à s'exprimer lors d'un congrès[29].
- Le 25 février 2018, Farrakhan se répand lors d'un discours en commentaires antisémites et transphobes, accusant notamment les Juifs de contrôler le gouvernement et Hollywood, d'être responsables du « comportement dégénéré d'Hollywood qui change les hommes en femmes et les femmes en hommes », d'être « les pères et les mères de l'apartheid » et d'altérer chimiquement la marijuana pour efféminer les hommes noirs[30]. En janvier 2019, le site Conspiracy Watch publie un article rejetant la thèse d'une implication des Juifs dans la traite négrière et la qualifiant « d'avatar du complot juif mondial »[31].
- En 1985, durant un discours, Louis Farrakhan se moque de la Shoah en déclarant aux Juifs : « Et n'oubliez pas, quand c'est Dieu qui vous met aux fourneaux, c'est pour toujours ! »[32].
- Dans la campagne présidentielle américaine de 2008, Louis Farrakhan apporte à Barack Obama son soutien, que celui-ci rejette mais que maintient Louis Farrakhan, puis le retire quand Obama appuie l'intervention militaire de 2011 en Libye, Farrakhan soutenant le colonel Kadhafi. Il déclare alors : « Nous avons voté pour notre frère Barack, un bel être humain au cœur doux. Mais il est devenu quelqu'un d'autre. Maintenant, c'est un assassin »[33]. En 2013, Farrakhan déclare qu'Obama s'est entouré de Satan par l’entremise des Juifs et que ceux-ci contrôlent par le fait même la civilisation : « Le président Obama s'est entouré de Satan… de membres de la communauté juive. Les Juifs maîtrisent désormais la civilisation, mais ils la maîtrisent dans le mal. »[34].
- Durant la campagne présidentielle américaine de 2016, Farrakhan félicite Donald Trump d'être « le seul candidat qui s'est tenu debout devant la communauté juive et a déclaré : "Je ne veux pas de votre argent" ». En 2018, il félicite une autre fois Trump pour « avoir détruit tous les ennemis qui étaient un obstacle à notre ascension »[35].
- Betty Shabazz, la veuve de Malcolm X, a publiquement accusé Farrakhan d'un rôle dans le meurtre de son mari[9] . Celui-ci a admis au début 2007 : « J'ai pu être complice en mots », tout en niant toute implication directe[9]. En 1995, l'une des filles de Malcolm X, Qubilah Bahiyah Shabazz, est arrêtée pour tentative d'assassinat sur la personne de Louis Farrakhan[36].
- À la sortie du film Django Unchained de Quentin Tarantino, les critiques du réalisateur Spike Lee font réagir Louis Farrakhan qui déclare à ce sujet : « Le film a changé la direction des armes »[37].
- De nombreuses personnalités de la musique ou de la téléréalité, séduites par les théories de Louis Farrakhan, apparaissent régulièrement à ses côtés comme Jeezy, Ice Cube, Mary J. Blige, Killer Mike, The Game, 2 Chainz, Cee Lo Green, Rick Ross, Young Thug ou Kanye West et Kim Kardashian[38].

## Distinctions
- Prix Kadhafi des droits de l'homme (1996)